# All the Lovers
All the Lovers („Всички любовници“) е песен на австралийската певица Кайли Миноуг. All the Lovers е първият сингъл от албума Aphrodite. Писана е от английския електропоп дует Kish Mauve.
Песента постигнала комерсиален успех в много европейски страни, като Белгия, Франция, Словакия, Ирландия, България, Германия и Италия и др., достигайки топ 10.
Темата на музикалното видео е вдъхновена от съоръженията на Spencer Tunick и показва Миноуг върху Флашмоб от хора, носещи бяло бельо, обградени от различни бели летящи предмети. Миноуг обяснява, че видеото е нейна гледна точка на сексуалността.

## История
На 20 април 2010 г., Миноуг съобщава на официалната си уеб страница, издаването на сингъла и единайсетия ѝ студиен албум Aphrodite. Също така тя, показва обложката на албума и 30 секунди от песента.
Премиерата на All the Lovers била на 14 май 2010 г. по британското радио BBC Radio 1.

## Песни
- CD single #1

1. All the Lovers – 3:20
2. Go Hard or Go Home – 3:43

- CD single #2

1. All the Lovers – 3:20
2. All the Lovers (WAWA & MMB Anthem Remix) – 6:04
3. All the Lovers (Michael Woods Remix) – 7:55
4. All the Lovers (XXXchange Remix) – 4:49
5. All the Lovers (Music video)

- 7" vinyl picture disc

1. All the Lovers – 3:20
2. Los Amores – 3:22

- Дигитален сингъл

1. All the Lovers – 3:20

- Дигитално EP

1. All the Lovers – 3:20
2. All the Lovers (Wawa & Mmb Anthem Remix) – 6:04
3. All the Lovers (Michael Woods Remix) – 7:55
4. All the Lovers (XXXchange Remix) – 4:49

- All the Lovers (WAWA & MMB Anthem Edit) Американски дигитален сингъл

1. All the Lovers (WAWA & MMB Anthem Edit) – 3:21

- All the Lovers Masterbeat Mix конкурс дититално EP

1. All the Lovers (Lead Vocal Stem) – 3:22
2. All the Lovers (Background Vocal Stem) – 3:22
3. All the Lovers (Drums & Bell Stem) – 3:22
4. All the Lovers (Synth Stem) – 3:22
5. All the Lovers (Piano Stem) – 3:22
6. All the Lovers (Bass Stem) – 3:22
7. All the Lovers (Top Hook Stem) – 3:20

- Los Amores мексикански дигитален сингъл

1. Los Amores – 3:19